# استعادة القلفة

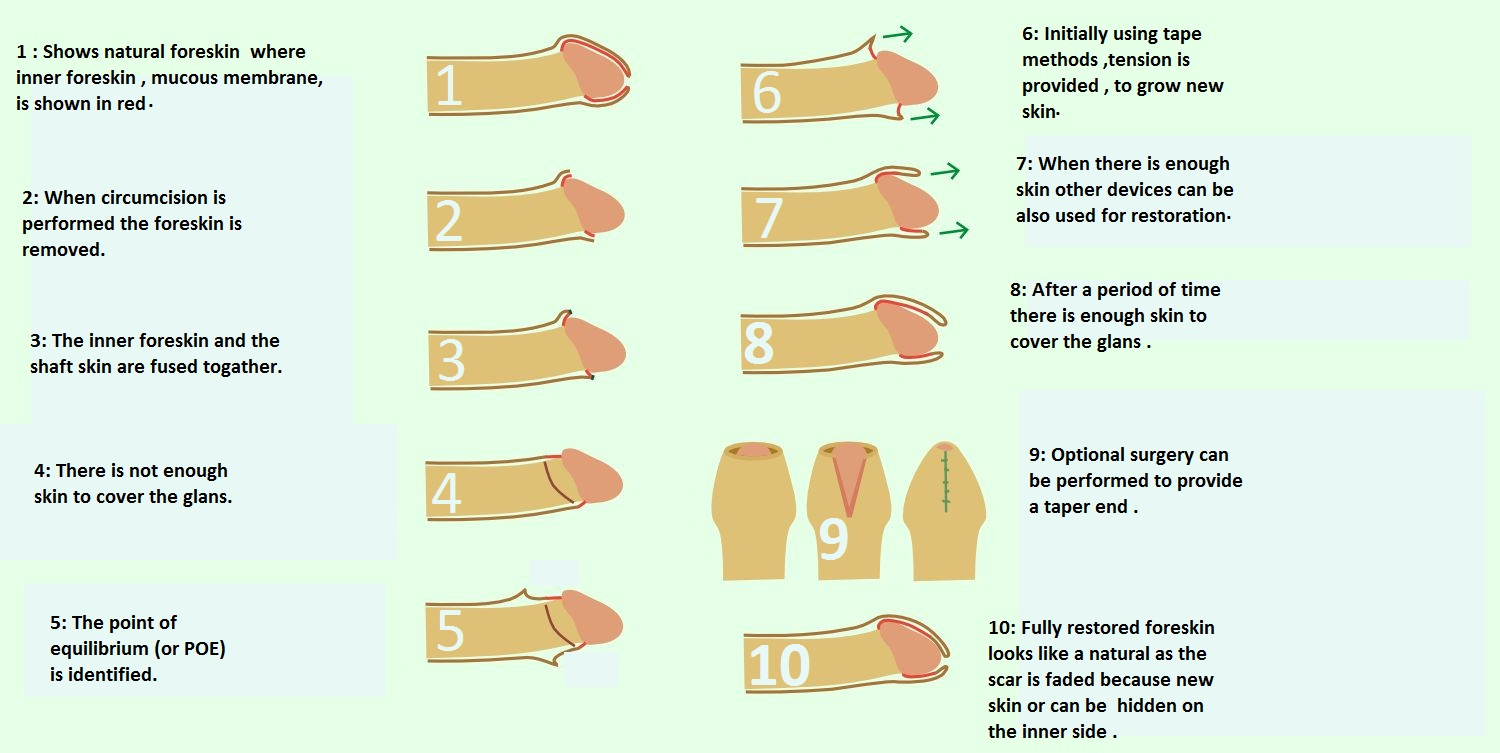

استعادة القلفة (بالإنجليزية: Foreskin restoration)‏ هي عملية تمديد الجلد على القضيب لإعادة بناء عضو مشابه للقلفة، التي أزيلت خلال الختان أو بسبب إصابة. تُجرى استعادة القلفة بمط الجلد المتخلف على القضيب، مع وجود بعض الوسائل الجراحية الأخرى. تخلق استعادة القلفة شكلًا مشابهًا للقلفة، ولكن النسيج المتخصص الذي كان موجودًا في القلفة الطبيعية لا يمكن استعادته. ما يزال تجدد القلفة تجريبيًا في هذا الوقت. تشمل بعض أشكال استعادة القلفة تجددًا جزئيًا في حالات مثل القطع المرتفع، عندما يزيل من أجرى الختان جزءًا كبيرًا من الجلد، فتكون كمية الجلد غير كافية لانتصاب مريح.

## التاريخ
كان وجود القلفة في العالم اليوناني الروماني، والأعضاء التناسلية الكاملة بشكل عام، علامة على الجمال والتحضُّر والذكورة. يعود تاريخ استعادة القلفة لزمن بعيد، لحكم الإمبراطور الروماني تيبيريوس، إذ استُخدمت الوسائل الجراحية لإطالة القلفة في الأفراد المولودين بقلفة صغيرة أو في الذين لم تغط قلفتهم كامل الحشفة، أو في الأفراد الذين تعرت حشفتهم بالكامل نتيجة الختان. اعتُبر كشف الحشفة في المجتمعات الرومانية الإغريقية الكلاسيكية فاحشًا وغير لائق، وغير متوافق مع المُثل الهيلينستية عن العُري الرياضي. ارتدى الرجال ذوي القلفة الصغيرة رابطًا حول القضيب لمنع تعرُّض الحشفة. مارس بعض اليهود في روما القديمة عملية استعادة القلفة خوفًا من الوصمة الاجتماعية، في عملية عُرفت باسم عكس الختان. استخدم اليهود أيضًا عمليات استعادة القلفة في الحرب العالمية الثانية خوفًا من البطش النازي.

## الأساليب غير الجراحية

### تمديد النسيج
تُجرى عملية استعادة القلفة بطريقة غير جراحية باستخدام تمديد النسيج، وهي طريقة شائعة الاستخدام. يُمدد الجلد على عمود القضيب والنسيج المخاطي الداخلي للقلفة، إذا كان هناك أي بقايا من الختان. 
يحاكي تمديد النسيج عملية الانقسام الميتوزي، ويظهر البحث العلمي أن النسيج البشري المتجدد يتمتع بنفس خصائص النسيج الأصلي. ولكن على عكس الأساليب التقليدية لاستعادة القلفة، تأخذ الأساليب غير الجراحية سنوات للاكتمال. يعتمد الوقت المطلوب على الجلد المتاح للتمدد، وكمية الجلد المرغوب زراعتها، والوسائل المستعملة في تمديد الجلد. تحتاج هذه الطريقة للصبر والتفاني، وتوجد بعض مجموعات الدعم لمساعدة الخاضعين لها.
تُعرف عملية شد الجلد في هذه المجموعات بـ«الجذب» بصورة غير رسمية، خاصة على الإنترنت.

#### الوسائل والأدوات
يظل الجلد المتبقي على القضيب مشدودًا أثناء عملية استعادة القلفة بتمديد النسيج، ويُحافظ على الشد إما يدويًا أو بمساعدة جهاز استعادة القلفة.
تُستخدم الوسائل اليدوية في الرجال الذين بدأوا عملية الاستعادة للتو، ويمكن استخدامها في أي مرحلة من العملية، وتشير إلى ضرورة حفاظ مستعيد القلفة على الشد يدويًا بجذب الجلد بأصابعه مستخدمًا واحدة من خيارات وضع الأصابع.
يوجد عدد من الأدوات المتخصصة المتاحة تجاريًا لاستعادة القلفة وشد الجلد باستخدام شريط لاصق أو بدونه. ربما يُطبق الشد بهذه الأدوات بالاستعانة بالأوزان أو أربطة مرنة أو التضخيم كوسائل لدفع الجلد قدمًا على القضيب، أو باستخدام مزيج من هذه الوسائل. تُعتبر وسيلة شريط T مثالًا على الأربطة المرنة، المتطورة في تسعينيات القرن الماضي من أجل استعادة القلفة بسرعة. عُرفت وسيلة أخرى باسم وسيلة الشريط العكسي في عام 2019، وقُدمت للجمهور المستخدم لعمليات استعادة القلفة بمظهر غير مُختَّن، تحت سنتين، ووجد أنها مريحة الاستخدام في الحياة اليومية. يمكن ارتداء وسيلة الشريط العكسي تحت أي رداء، ويتمكن المستخدم من التبول واستخدام مرطبات الجلد بينما يساعد الشريط على عملية استعادة صحية وسريعة للقلفة. 
اكتسبت وسائل تمديد النسيج خلال أدوات التضخيم شعبية في السنوات السابقة بين الرجال في منتدى www.restoringforeskin.org. تشمل وسائل التضخيم عزل المنطقة الموجودة بين الحشفة والجلد المشدود عليها باستخدام أدوات التثبيت (مثل حلمات زجاجات الأطفال)، وتضخيم الجلد أو وضع بالونة تحت الجلد. يسبب ذلك مطًا دائريًا للجلد يُعتقد أنه مشابه للانقسام الميتوزي. يشير الرجال المستخدمون لهذا الأسلوب للنمو التجددي السريع، ويُعتقد أنه مفيد تحديدًا لتحفيز نمو الجلد الداخلي (الغشاء المخاطي) الحيوي لاستعادة الوظيفة التشحيمية للقلفة.  

#### التدابير الاحتياطية
يجب تعديل كمية الشد التي تنتجها أي وسيلة من أجل الوقاية من إصابة الجلد أو ألمه أو أي شعور بعدم الارتياح، وتوفير حد لمعدل نمو الجلد الجديد. تزداد احتمالية تلف الأنسجة بشدة عند الإفراط في الشد. تختلف التوصيات بين مواقع استعادة القلفة، وتتراوح بين اتباع كميات معتدلة من الشد وتطبيقه على ساعات متعددة في اليوم، إلى التوصية بفترات من المزيد من الشد المطبق لدقائق قليلة يوميًا، مثل الأساليب اليدوية. 

### أدوات الاستبقاء
يختار بعض الرجال أدوات الاستبقاء للإمساك بالجلد المتبقي، إذا كان متاحًا، على الحشفة بطريقة مشابهة لممارسة الإغريق لعملية الربط، بدلًا من إنماء جلد جديد أو انتظار تمديد النسيج. تهدف الوسائل الاستبقائية إلى محاكاة الغطاء الواقي على الحشفة، إذ أن الحشفة عبارة عن غشاء داخلي تحميه القلفة حتى إزالتها في عملية الختان. 
ربما يستخدم المرء أغطية صناعية للحشفة إذا لم توجد كمية كافية من الجلد لتغطية الحشفة بالجزء المتبقي من جلد القضيب. تشمل تلك الأغطية الصناعية القلفة الترقيعية المصنوعة من اللثى المغطي للحشفة في البيئات الرطبة، وملابس داخلية تلتف حول القضيب بطبقة مزدوجة وناعمة لتقليل الاحتكاك على الحشفة. 

## الأساليب الجراحية

### إعادة بناء القلفة
تشمل طريقة إعادة بناء القلفة جراحيًا اقتطاع جزء ترقيعي من الجلد ودمجه في الجزء الخارجي من العمود القضيبي. يؤخذ الجلد من الصفن، الذي يحتوي على نفس العضلات الملساء (المعروفة باسم السلخ أو طبقة الصفن الليفية) الموجودة في الجلد المغطي للقضيب. تشمل تلك الوسيلة عملية مكونة من أربع أجزاء، وفيها يُدفن القضيب في الصفن لمدة طويلة. تلك الأساليب باهظة الثمن، ومن محتمل أن تؤدي لنتائج غير مقبولة أو مضاعفات خطيرة متعلقة بالجلد المرقع. يمكن إعادة بناء اللجام القضيبي أيضًا. 
خضع نزيل كولومبيا البريطانية بول تينري للختان في سن الثامنة، في ما يسميه «شكل متعارف عليه من العقاب» بسبب ممارسته للاستمناء في المدارس السكنية. أجرى تينري عملية جراحية لاستعادة القلفة بعد فوزه بالقضية، على نفقة وزارة الصحة لكولومبيا البريطانية. كان جراح التجميل الذي أجرى عملية استعادة القلفة الأول في كندا لإجرائها، واستخدم أسلوبًا مشابهًا للمذكور منذ قليل. 

### تجدد القلفة
حظت تلك العملية بنجاح ملحوظ في مجال الطب التجديدي في العقدين الماضيين. وتجددت على إثرها أجزاء وظيفية مختلفة من الجسم.
ازداد الاهتمام مؤخرًا بالطب التجديدي لاستخدامه في تجدد قلفة الذكور. على عكس استعادة القلفة، أسفر هذا الاختيار عن إعادة إنماء قلفة حقيقية للذكر. كان الدكتور أنطوني أتالا من معهد ويك فورست للطب التجديدي من الرواد في هذا المجال. نجح دكتور أتالا في إعادة إنماء قضيب كامل الوظيفة في الأرانب، لكن القضيب البشري لم يتجدد بعد. 
كُرست منظمة «فورجين» في أول عام 2010، وهي منظمة إيطالية غير هادفة للربح، لإيجاد المجموعات البحثية المهتمة بإنماء القلفة البشرية باستخدام القدرات التجديدية للنّسيج خارج الخليّة، على أمل إعادة القلفة للرجال الذين تعرّضوا للختان. تعتمد منظمة فورجين على التبرعات الخيرية لإنجاز البحث العلمي، ولها منشآتها الخاصة. حُدد جدول زمني لإجراء التجارب السريرية في آخر 2010، قبل التحول إلى منظمتها البحثية الخاصة، لكن التبرعات لم تكن كافية لإنجاز البحث العلمي. تحقق هذا الهدف في يونيو عام 2012 وتمكنوا من الحصول على المعامل المطلوبة والتعاون بين علماء الكيمياء الحيوية وخبرات الطب التجديدي. نُشرت نتائج التجارب السريرية في فبراير عام 2013، موضحة الاعتماد على النسيج خارج الخلية لإعادة إنتاج القلفة، وفي مارس عام 2018، اكتملت التجارب على قلفة جثة بشرية، ونُشرت في 2017، وخضعت لمراجعة الأقران في عام 2018. ربما تتحقق التجارب السريرية على البشر في 2020. 
تنطوي الوسيلة المقترحة على وضع المريض تحت التخدير العام. يُفتح جلد القضيب في منطقة ندبة الختان، ويزال نسيج الندبة جراحيًا. يوضع محلول كيميائي على نهايتي القطع، مسببًا تجدد القلفة بدنا خلايا المريض نفسه. توضع سقالة قابلة للتحلل الحيوي (قلفة منزوعة الخلايا من الجثة) لتوفير الدعم للقلفة المتجددة. تصر المنتديات الاجتماعية على مناقشة الأدوات الحالية والمعوقات لاستخدام تلك الوسيلة، لكن يجب إدراج المؤسسات العلمية الطبية، والشركات الكيميائية الحيوية في الخطاب الاحترافي وخطة العمل، ذلك الخطاب الذي يشمل استخدام الوسائل الموثوقة للحصول على قلفة الجثث.
قد تتاح عمليات تجدد القلفة بالتوازي مع عمليات تجدد كامل القضيب في المعمل قريبًا. أُعلن في عام 2014 إمكانية ذلك خلال الخمس سنوات القادمة مبدئيًا. لم يتضح حتى الآن احتمالية إعاقة وجود قلفة مستعادة تغطي الحشفة بالكامل للقضيب وعملية التجدد. 
ما يزال تجدد القلفة في مرحلة التجريب في الوقت الراهن، كما كان في سبتمبر عام 2018، ولم يوضح أي مصدر طبي تجدد كامل ناجح للقلفة مستعيدة وظيفتها.

## النتائج

### الزمن المطلوب
يعتمد الزمن المطلوب لاستعادة القلفة باستخدام الوسائل غير الجراحية على كمية الجلد الموجود في بداية العملية، ودرجة التزام الشخص، والأساليب المستخدمة، ودرجة لدونة الجسم الطبيعية، وطول القلفة التي يبتغيها الفرد.
تظهر نتائج استعادة القلفة جراحيًا في الحال، ولكنها قد تكون غير مرضية ولا تنصح بها أغلب مجموعات استعادة القلفة.

### الجوانب الجسدية
تنشئ عملية استعادة القلفة شبيهًا بها، ولكن لا يمكن استعادة الأنسجة الوظيفية المزالة بالختان، خاصة الشريط المخدد، وهو تركيب ذو غذاء عصبي يلتف حول القضيب بطول القلفة، ويساعد في انقباض القضيب بين وظائف أخرى. توجد بعض العمليات الجراحية لتقليل حجم الفتحة بعد اكتمال استعادة القلفة، أو الاستعاضة عنها بالتزام أطول مع تمديد الجلد للسماح بتجميع كمية أكبر من الجلد على الحافة. تختفي ندبة الختان كلما بدأ الجلد في الانطواء، ليحاكي الوظيفة الطبيعية ومظهر القلفة. 
تتكون القلفة الطبيعية من أنسجة عضلات دارتوس الملساء (المسماة العضلة القلفية)، وأوعية دموية كبيرة، وتعصيب هائل، وجلد خارجي، وغشاء مخاطي داخلي.
تتكون القلفة الطبيعية من ثلاث مكونات أساسية، بالإضافة للأعصاب والأوعية الدموية والنسيج الضام والجلد الخارجي والغشاء المخاطي، وهو على السطح مع حشفة القضيب عندما يكون القضيب في حالة ارتخاء، وشريط من العضلات في حافة القلفة. ينمو الجلد بسرعة استجابةً للشد، ثم يتبعه الغشاء المخاطي. تزال حلقة العضلات الممسكة بالقلفة بالكامل في أغلب حالات الختان، ولا يمكن استعادتها، ولذلك يكون الغطاء الناتج عن أساليب الشد أضعف من القلفة الطبيعية. ولكن طبقًا لبعض الملاحظين، يصعب تمييز القلفة المستعادة عن القلفة الطبيعية؛ لأن الاستعادة تسفر عن «قلفة ذات مظهر شبه طبيعي.» 